# Eucyrtopogon calcaratus
Eucyrtopogon calcaratus är en tvåvingeart som beskrevs av Charles Howard Curran 1923. Eucyrtopogon calcaratus ingår i släktet Eucyrtopogon och familjen rovflugor. Inga underarter finns listade i Catalogue of Life.